# Hector Denis

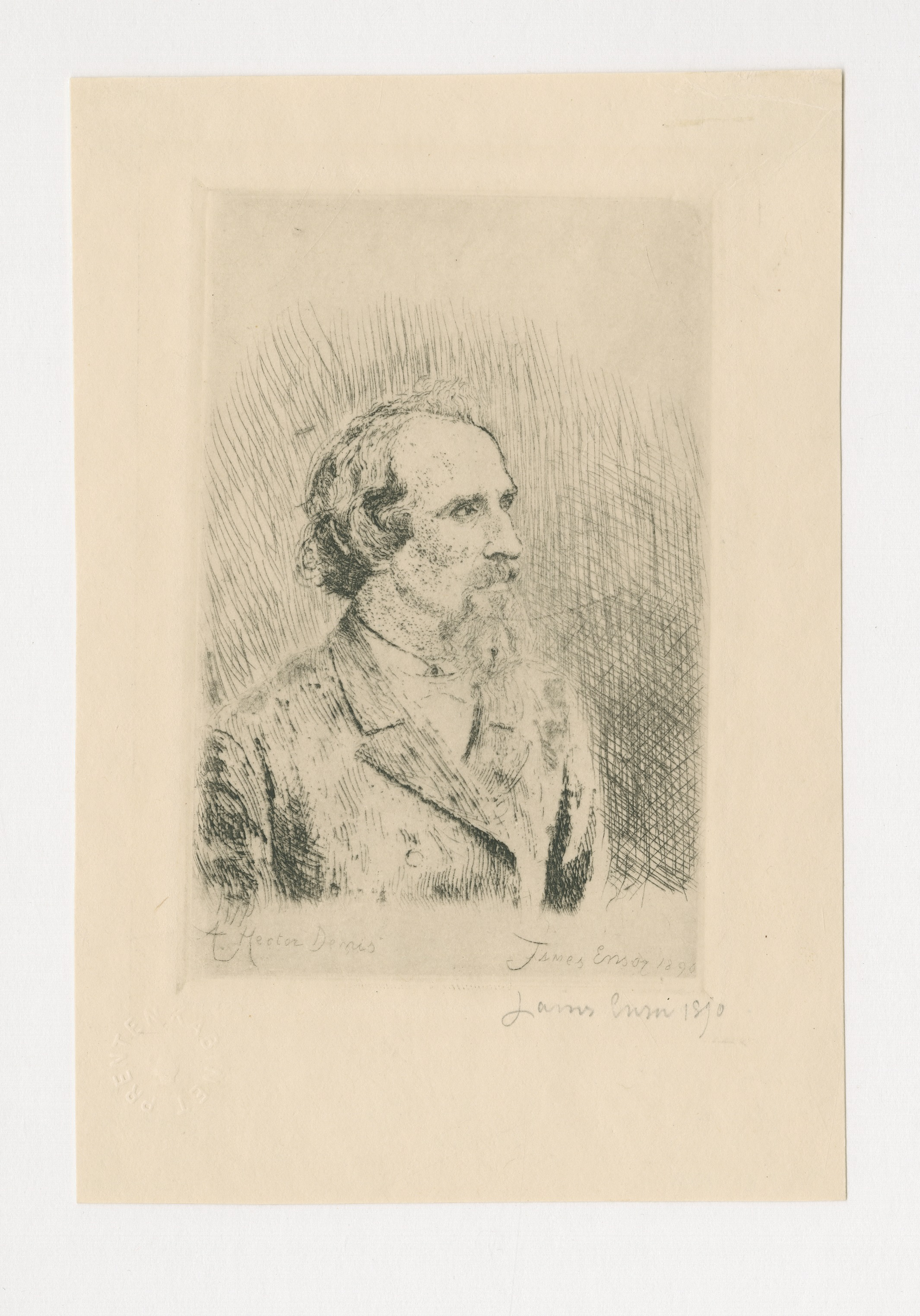
Hector Denis, portrait (1890) par James Ensor

Hector Denis, né à Braine-le-Comte (Belgique), le 29 avril 1842 et mort le 10 mai 1913 à Bruxelles, est un universitaire belge francophone, journaliste, sociologue, écrivain et homme politique socialiste d'orientation proudhonienne.

## Biographie
Hector Denis fut docteur en droit (ULB,1865) et docteur en sciences (1868).
Il fut professeur de géographie et chargé du cours d'économie politique. Agrégé spécial (1878), il fut chargé du cours d'économie politique à la Faculté des Sciences. Il devint professeur extraordinaire (1879), puis ordinaire (1888) et enfin, recteur de l'Université (1892-1894).
Il fut élu député de Liége de 1894 à 1913.
Il fut directeur de l'Institut des Sciences sociales (fondé par Solvay en 1894) de 1897 à 1902. 
Membre de l'Académie (correspondant en 1892, titulaire en 1895), il termina professeur honoraire de l'Université de Bruxelles en 1912.
Hector Denis est le grand-père de la militante socialiste féministe et artiste typographe Hélène Denis-Bohy.